# مجموعة دفاع الإنترنت اليهودية
مجموعة دفاع الإنترنت اليهودية (بالإنجليزية:Jewish Internet Defense Force) هي مجموعة عبر الانترنت تسعى لحذف مواد من الإنترنت يعتقد أعضاء تلك المنظمة أنها تروج «لمعاداة السامية» أو «معاداة إسرائيل». أسسها ديفيد أبليتري وهو ناشط يهودي.
تولي المجموعة اهتماما خاصا ببعض المواقع عبر الإنترنت والتي قد تحوي مواد معادية لإسرائيل مثل فيس بوك، يوتيوب، ماي سبيس، جوجل إيرث وويكيبيديا. بدأت المجموعة كمجموعة عبر الفيس بوك "FACEBOOK: Why Do You Aid And Abet Terrorist Organizations?" حيث نجحت في حذف 28 من مجموعات الفيس بوك وذلك بتعبئة أعضاء المجموعة لتبليغ إدارة الفيس بوك بشأن انتهاك تلك المجموعات لشروط الاستخدام في الموقع الشهير.
وحسب مجموعة الدفاع تلك فانه حين توقفت الفيس بوك عن حذف محتويات عبر موقعها فقد قامت المجموعة في يوليو 2008 «باختطاف» والتحكم في منتدى على الفيس بوك بعنوان "Israel is not a country! Delist it from Facebook as a country" معللة الأمر بدعوى تعدد الشكاوى من مجموعة الفيس بوك تلك لكونها وحسب المجموعة (معادية للسامية.. وتنتهك شروك الاستخدام في الموقع...وتشيد بأدولف هتلر.)

## وصلات خارجية
- The Jewish Internet Defense Force (الموقع الرسمي)
- Jewish Internet Defense Force مجموعة دفاع الإنترنت اليهودية  على فيسبوك.(مجموعة الفيس بوك)
- The JIDF's Bookmarks